# کارگزاری اتحادیه اروپا برای گردانش سامانه های فناوری داده در اندازه بزرگ
کارگزاری اتحادیه اروپا برای گردانش عملیاتی سامانه های فناوری داده ها در اندازه بزرگ در زمینه آزادی، امنیت و عدالت ( eu-LISA ) یک کارگزاری اتحادیه اروپا (EU) است که در سال ۲۰۱۱ برای اطمینان از کارکرد پیوسته سامانه های بزرگ پایه گزاری شد. سامانه های فناوری داده ها در حوزه آزادی، امنیت و عدالت در کاربست سیاست های پناهندگی، مدیریت مرز و مهاجرت اتحادیه اروپا نقش بنیادین دارند.  این سازمان کنش  های خود را در ۱ دسامبر ۲۰۱۲ آغاز کرد. 
1. 1 2  "Who We Are". eu-LISA. Retrieved 23 December 2020.

## همچنین ببینید
- آژانس های اتحادیه اروپا
- EASO
- فرانتکس
- یوروجاست
- یوروپل

## لینک های خارجی
- وب سایت رسمی
- شبکه آژانس های اتحادیه اروپا